# College Park (Maryland)
College Park es una ciudad ubicada en el condado de Prince George, Maryland, Estados Unidos. En 2000, la ciudad tenía 24.657 habitantes. Es sede de la Universidad de Maryland en College Park y, desde 1994, en la ciudad se encuentra el segundo archivo más importante de los Estados Unidos. Los códigos postales de College Park son 20740 (Berwyn Heights, al norte de College Park) y 20742 (Universidad de Maryland).

## Demografía
Según el censo de 2000, la ciudad cuenta con 24.657 habitantes, 6.030 hogares y 3.039 familias residentes. La densidad de población es de 1.753,2 hab/km² (4.537,5 hab/mi²). Hay 6.245 unidades habitacionales con una densidad promedio de 444,1 u.a./km² (1.149,2 u.a./mi²). La composición racial de la población de la ciudad es 68,82% Blanca, 15,93% Afroamericana, 0,33% Nativa americana, 10,03% Asiática, 0,01% De las islas del Pacífico, 2,57% de Otros orígenes y 2,31% de dos o más razas. El 5,54% de la población es de origen Hispano o Latino cualquiera sea su raza de origen.
De los 6.030 hogares, en el 19,8% de ellos viven menores de edad, 38,6% están formados por parejas casadas que viven juntas, 8,3% son llevados por una mujer sin esposo presente y 49,6% no son familias. El 25,7% de todos los hogares están formados por una sola persona y 9,1% de ellos incluyen a una persona de más de 65 años. El promedio de habitantes por hogar es de 2,65 y el tamaño promedio de las familias es de 3,11 personas.
El 10,5% de la población de la ciudad tiene menos de 18 años, el 51,3% tiene entre 18 y 24 años, el 19,8% tiene entre 25 y 44 años, el 11,3% tiene entre 45 y 64 años y el 7,2% tiene más de 65 años de edad. La edad media es de 22 años. Por cada 100 mujeres hay 110,3 hombres y por cada 100 mujeres de más de 18 años hay 111,2 hombres.
La renta media de un hogar de la ciudad es de $50.168, y la renta media de una familia es de $62.759. Los hombres ganan en promedio $40.445 contra $31.631 para las mujeres. La renta per cápita en la ciudad es de $16.026. 19,9% de la población y 4,2% de las familias tienen rentas por debajo del nivel de pobreza. De la población total bajo el nivel de pobreza, el 6,9% son menores de 18 y el 9,2% son mayores de 65 años.

## Transporte

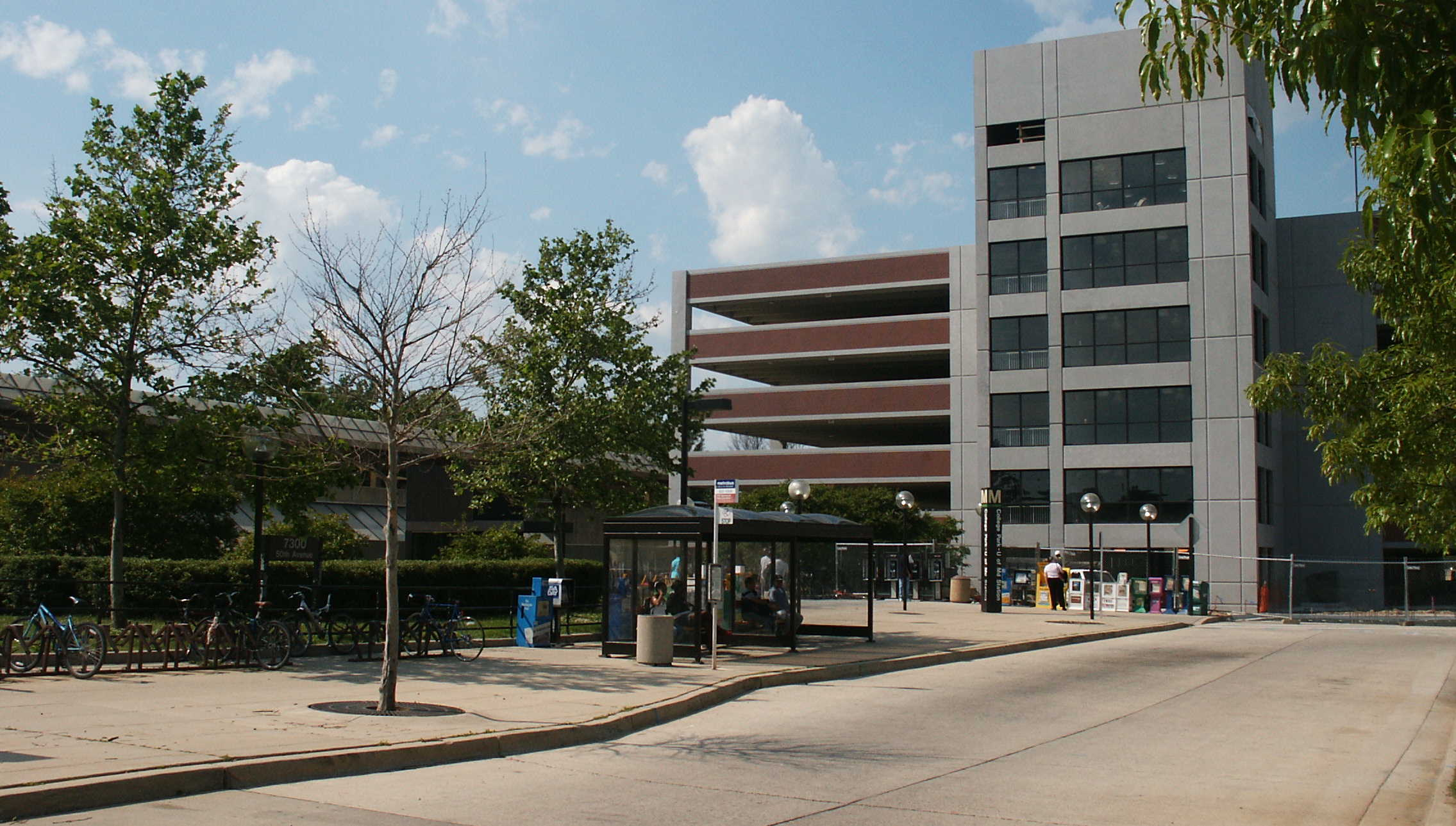
Estación de metro College Park-Universidad de Maryland en la línea verde del Metro de Washington.

College Park tiene una estación del Metro de Washington y una pequeña estación de tren.
El Aeropuerto de College Park es el aeropuerto activo más antiguo de Estados Unidos; está en funcionamiento en forma continua desde 1909. Sin embargo, su futuro es incierto por razones de seguridad para la ciudad de Washington D. C.